# Mitsubishi Ki-67
Le Mitsubishi Ki-67 (飛龍, Hiryu, littéralement « Dragon volant ») est un bombardier bimoteur. Dès sa mise en service, il sert principalement durant la guerre du Pacifique. Il est connu des Alliés sous le nom de Peggy.

## Conception et développement
Le Ki-67 est le résultat d'une volonté de l'Armée japonaise, en 1941, de trouver un successeur au Nakajima Ki-49. Ce nouvel appareil est spécifié pour être un bombardier lourd bimoteur rapide approprié pour d'éventuels conflits avec l'Union soviétique sur la frontière de la Mandchourie-Sibérie. Contrairement à de nombreux avions de guerre japonais, il a été nécessaire de lui inclure un lourd armement défensif et la capacité de subir de lourds dommages structurels. Il a également été nécessaire de le rendre très maniable, lui permettant de mener des bombardements en piqué et de manœuvrer à basse altitude,.
Le Ki-67 est conçu par une équipe dirigée par Kyūnojō Ozawa, ingénieur en chef chez Mitsubishi. Il s'agit d'un avion monoplan de construction entièrement métallique avec un train d'atterrissage rétractable. Il est équipé d'un réservoir de carburant auto-obturant, qui était monnaie courante chez les chasseurs et les bombardiers américains,. Avec ces caractéristiques et ses deux moteurs de 1 900 ch en étoile refroidis par air, le Ki-67 était peut-être l'un des avions japonais les plus solides et résistants de la Seconde Guerre mondiale.

## Histoire opérationnelle
Le Ki-67 est d'abord utilisé par l'armée japonaise puis la marine contre la US 3rd Fleet lors de frappes contre Formosa et les îles Ryūkyū. Dans les dernières étapes de la Seconde Guerre mondiale, des versions spéciales d'attaque de Ki-67 (les modèles I-KAI et Sakura-dan) ont été utilisés dans des missions kamikazes. 
À la fin de la guerre, 767 Ki-67 sont produits. D'autres sources rapportent que 698 Ki-67 ont été fabriqués, à l'exception des conversions KAI et Sakura-dan.

## Variantes
- Ki-67-I : Prototypes. Divers modèles avec différents types d'armes. 19 produits ;
- Ki-67-Ia « Hiryu » Army Type 4 Heavy Bomber Model 1 : Modèle de production principal. La majorité ont été modifiés en usine comme bombardier-torpilleur ;
- Ki-67-II : Prototypes. Version modifiée du Ki-67-I avec deux moteurs Mitsubishi Ha-214 de 2 150 ch chacun. 2 produits ;
- Ki-69 : Modèle lourdement armé pour escorte de chasseurs. Seulement un projet ;
- Ki-97 : Modèle de transport. Seulement un projet ;
- Ki-109 : Prototype de chasseurs de nuit. Ki-67-I modifié pour le combat de nuit. Le Ki-109a avec un radar/réflecteur pour la transmission et la détection, et le Ki-109b armé de canons de 37 mm Ho-203 en « Schräge Musik ». Seulement un projet ;
- Ki-112 : Projet de construction entièrement en bois du Ki-69 ;
- Q2M1 « Taiyo » : Version navale basé sur le Ki-67-I, spécialement conçu pour la guerre anti-sous-marine. Seulement un projet.